# Osud

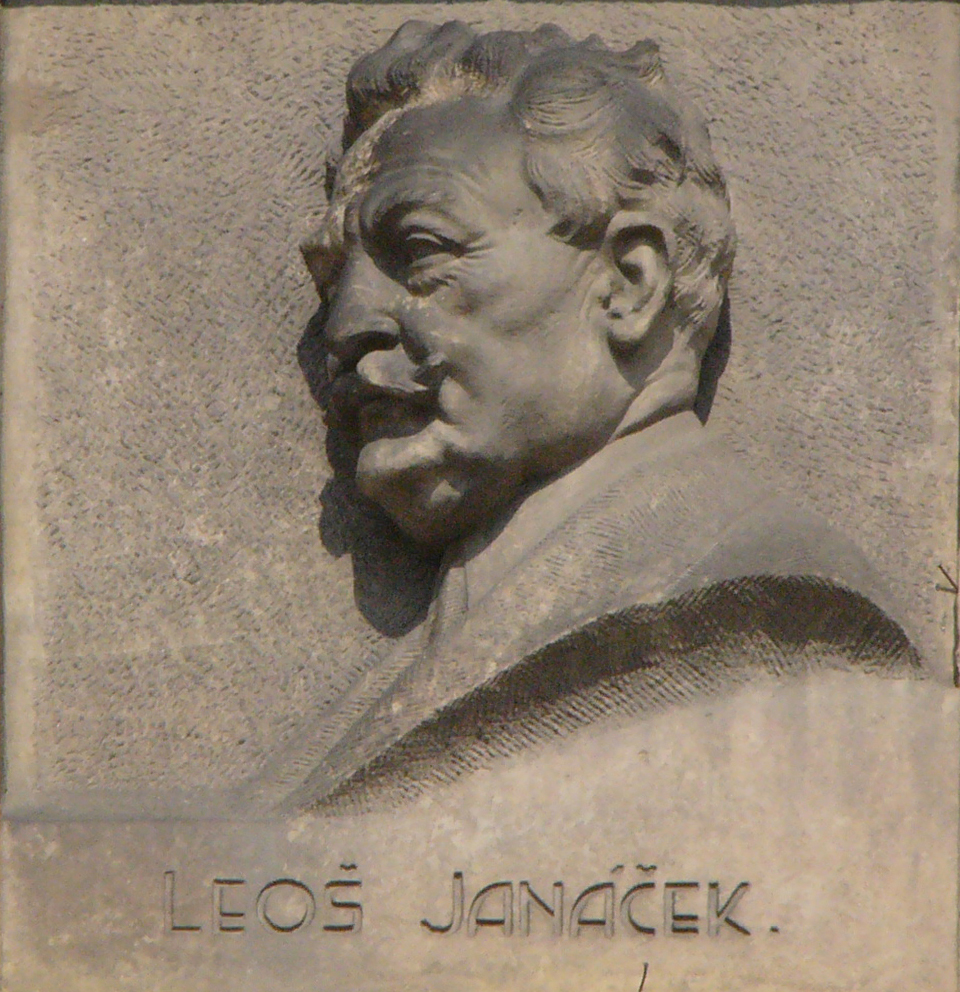
Relief du compositeur par Julius Pelikán

Osud (français : Destin) est un opéra en trois actes de Leoš Janáček sur un livret du compositeur et de Fedora Bartošová d'après la vie de Kamila Urválková. L'ouvrage est composé de 1903 à 1905 puis révisé en 1906 mais rejeté par le théâtre de Brno et le théâtre Vinohrady de Prague en 1907. La première audition est donnée à la radio de Brno en 1934 et la création sur scène eut lieu en 1958 sous la direction de František Jílek au Festival Janáček à l'occasion du trentième anniversaire de sa mort. Cet opéra malgré la qualité de la musique ne s'imposa pas sur la scène lyrique sans doute à cause d'un livret perfectible.

## Distribution
- Míla Valková 	soprano 	Jindra Pokorná
- Živný, un compositeur 	ténor 	Jaroslav Ulrych
- Mère de Míla 	soprano
- Dr. Suda 	ténor
- Première femme 	soprano
- Deuxième femme 	soprano
- Vieille femme slovaque 	soprano
- Épouse du conseiller	soprano
- Lhotský, un peintre 	baryton
- Konečký 	baryton
- Miss Stuhlá, un professeur 	mezzo-soprano
- Miss Pacovská 	soprano

## Argument
Mila et Zivny sont amoureux l'un de l'autre mais la mère de Mila met fin à cette relation car elle veut un meilleur parti pour sa fille. Mais Mila est enceinte et en tant que fille mère a peu de chance de se marier avec quelqu'un d'autre.